# Епопея на Манас
„Епопея на Манас“ (на киргизки: Манас дастаны) е киргизка епическа поема.
Смята се, че е написана около 1792 или 1793 година, но е възможно да е много по-стара. Поемата описва историята на воина Манас, който обединява киргизите и отблъсква чуждите нашественици. Епопея на Манас е една от най-дългите поеми, и е поемата с най-много стихове – повече от тези на Махабхарата.
Епопеята е разделена на три части. Първата описва живота на самия Манас, втората – на сина му Семетей, и третата е за внука му Сейтек. Историята започва с описание на нещастието и разрухата, причинени от ойратите. В тези смутни времена живее и пастирът Жакип, собственик на много стада, но без нито един наследник. След дълги молитви му се ражда син, който няма равен по отношение на своята сила, находчивост и щедрост. След време вестта за този млад воин достига до ойратите, чиито водач решава да го похити. Ойратите се провалят, а Манас е избран от народа си за хан на киргизите. Той повежда борба с ойратите и уйгурите, и ги побеждава. Киргизите решават да се завърнат в родните си земи – планините Тяншан в днешен Киргизстан, и тръгват на поход, водени от Манас. Заедно с 40 свои другари той води битки с афганците, а после и с народите Трансоксания.
Поемата се е предавала устно през вековете и няма фиксиран текст. В някои версии Манас е киргиз и предвожда киргизите, в други той е водач на ногайците. Смята се, че Манас е погребан на 40 километра западно от град Талас в днешен северозападен Киргизстан, където има предполагаема негова гробница. Описаните в поемата подвизи се базират на събития от 16 и 17 век, което кара много историци да спорят относно възрастта ѝ. Неясният ѝ формат е причина за много спекулации около нея, особено от по-националистически кръгове. Епопея на Манас се използва от различни кръгове като доказателство за връзка на днешните киргизи с енисейските киргизи, а дори и с Манасия от Стария завет. През 1995 година киргизкото правителство организира чествания за 1000-годишнината от рождението на героя.
Разказвачите на епоса се наричат манасчи. Те я представят в напевна форма, понякога с инструментален съпровод. Тези, които знаят и трите части на поемата, се наричат велики манасчии.